# Domenico Pace (pallavolista)
Domenico Pace (Castellana Grotte, 2 agosto 2000) è un pallavolista italiano, libero della You Energy.

## Carriera

### Club
La carriera di Domenico Pace inizia nel 2007 nelle giovanili della New Mater: nella stagione 2015-16 viene promosso in prima squadra, militante nel campionato di Serie B1, con cui conquista la doppia promozione, prima in Serie A2 e poi, al termine del campionato 2016-17, in Superlega, dove esordisce, con la stessa maglia, nell'annata 2017-18.
Nella stagione 2019-20 viene ingaggiato dalla Tuscania, in Serie A3, dove milita per due annate, per poi accasarsi, per il campionato 2021-22 alla Lupi Santa Croce, in Serie A2.
Nella stagione 2022-23 torna in Superlega, vestendo la maglia della Trentino, con cui si aggiudica lo scudetto 2022-23 e la Champions League 2023-24, per poi firmare nell'annata 2024-25 con il Cisterna e in quella 2025-26 con la You Energy, sempre in massima divisione.

### Nazionale
Nel 2025 ottiene le prime convocazioni nella nazionale italiana, con la quale, nello stesso anno, vince la medaglia d'argento alla Volleyball Nations League.

## Palmarès

### Club
- Campionato italiano: 1

2022-23
- CEV Champions League: 1

2023-24